# Dwight D. Eisenhower Memorial
Das Dwight D. Eisenhower Memorial in Washington, D.C. ist ein National Memorial in Washington, D.C., USA. Es erinnert an Dwight D. Eisenhower, den 34. Präsidenten der Vereinigten Staaten.
1999 hat der Kongress der Vereinigten Staaten der Anlage eines Memorials für Eisenhower offiziell zugestimmt, die dafür gegründete Dwight D. Eisenhower Memorial Commission ist u. a. für die Auswahl des  Entwurfs zuständig. Der im Jahr 2005 ausgewählte Entwurf von Frank Gehry war stark umstritten und wurde von ihm mehrfach überarbeitet.
Die Fertigstellung des Memorials erfolgte 2020. Die Einweihung war zum 8. Mai 2020 geplant, dem 75. Jahrestag des VE-Day, wurde aber wegen der COVID-19-Pandemie auf den 17. September 2020 verschoben.
Das Denkmal, das einen kompletten Block (4 Acres = 1,6 Hektar) zwischen dem National Air and Space Museum und dem Bildungsministerium der Vereinigten Staaten einnimmt, besteht aus überlebensgroßen Bronzestatuen des Bildhauers Sergey Eylanbekov mit dazugehörenden Inschrifttafeln aus Sandstein, die in drei Stationen das Leben Eisenhowers als Junge, als SHAEF-Oberbefehlshaber (Supreme Commander, Allied Expeditionary Force) während des Zweiten Weltkriegs und als Präsident würdigt. Dahinter erhebt sich ein 136 m langer und 18 m hoher (447 feet x 60 feet) Teppich, ein beleuchtbares Geflecht aus rostfreien Stahlseilen, das den Pointe du Hoc darstellt. Am D-Day, während der Operation Overlord im Zweiten Weltkrieg, schaltete hier ein US-amerikanisches Ranger-Bataillon deutsche Stellungen aus. Der Teppich, der in der ursprünglichen Planung das Denkmal an drei Seiten umfassen sollte, wurde vom Architekten und Künstler Tomas Osinski in Zusammenarbeit mit Gehry entworfen und von Pfeifer FabriTec, der US-Tochter der Pfeifer Holding, hergestellt.